# Música wéstern
La música wéstern se origina como una forma en la música folclórica de Estados Unidos. Originariamente, se componía por y para gente asentada y que trabajaba en el Oeste de Estados Unidos y las praderas canadienses. 
Surgida de la fusión de las antiguas baladas folklóricas británicas con la tradición musical hispánica del norte de México y el suroeste de los Estados Unidos, de raíz castellana, la música wéstern celebraba la vida del cowboy de las amplias praderas del oeste de Norteamérica. La música tradicional hispánica del sudoeste norteamericano, además de influir decisivamente en el género, también se vio influenciada por el desarrollo del mismo.
La música wéstern comparte raíces similares a la música hillbilly o folk de los Apalaches, desarrollada en los montes Apalaches, separada pero paralela al género wéstern. La industria musical de mediados del siglo XX, unió ambos conceptos bajo el nombre de country & western y que más adelante amalgamaría también a la música country.

## Algunas Canciones Western
- Abilene
- Along the Navajo Trail
- Along the Santa Fe Trail
- Back in the Saddle Again
- Ballad of the Alamo
- Big Iron
- Billy the Kid
- Blue Prairie
- Blue Shadows on the Trail
- Bonanza (tema central)
- Buenas Tardes Amigo
- Buffalo Gals (Wont You Come Out Tonight?)
- Bury Me Not on the Lone Prairie
- Call of the Canyon
- Carry Me Back to the Lone Prairie
- Cattle Call
- Cheyenne
- Cimarron (Roll On)
- Cocaine Blues
- Cool Water
- Deep in the Heart of Texas
- Dont Fence Me In
- Dont Take Your Guns to Town
- El Paso
- El Paso City
- Folsom Prison Blues
- Ghee on My Hands
- Ghost Riders in the Sky (A Cowboy Legend)]]
- Git Along, Little Dogies
- Halfway to Montana
- Happy Trails
- Hold On
- Hold on Little Dogies
- Home on the Range
- I Ride an Old Paint
- I Want to Be a Cowboys Sweetheart
- Im an Old Cowhand from the Rio Grande
- Little Joe the Wrangler
- Man Walks Among Us
- Night Riders Lament
- Oh My Darling, Clementine
- Oh! Susanna
- Pistol Packin Mama
- Red River Valley
- Red Wing
- Rocky Mountain Express
- Rogue River Valley
- Running Gun
- San Antonio Rose
- Sioux City Sue
- Song of the Sierras
- Strawberry Roan
- Streets Of Laredo (The Cowboys Lament)
- Sweet Betsy from Pike
- Texas Plains
- The Cowboys Life
- The Last Roundup
- The Lone Star Trail
- The Masters Call
- The Old Chisholm Trail
- The Soughrty Peaks
- The Wayward Wind
- The Yellow Rose of Texas
- Tumbling Tumbleweeds
- Utah Carol
- Way out There
- When the Cactus Is in Bloom
- Young Wesley
- Zebra Dun

## Cantantes Western
- Bill Barwick
- Bob Nolan
- Chris LeDoux
- Corb Lund
- Don Edwards
- Frankie Laine
- Gene Autry
- Girls of the Golden West
- Greg Ryder
- Ian Tyson
- Jimmy Wakely
- Joe Bethancourt
- John I. White
- Johnny Bond
- Johnny Western
- Juni Fisher
- Lorne Greene
- Lynn Anderson
- Marty Robbins
- Michael Martin Murphey
- Patsy Montana
- Ray Whitley
- Roy Rogers
- Slim Whitman
- Sons of the Pioneers
- Sourdough Slim
- Tex Ritter
- Tim Spencer
- Tommy Duncan
- Wilf Carter